# Bungarus andamanensis
Bungarus andamanensis är en ormart som beskrevs av Biswas och Sanyal 1978. Bungarus andamanensis ingår i släktet kraiter och familjen giftsnokar. IUCN kategoriserar arten globalt som sårbar. Inga underarter finns listade.
Arten förekommer endemisk på Andamanöarna i Indiska oceanen. Kring fyndplatserna finns städsegrön skog eller delvis lövfällande skog.